# Schlacht bei Soissons (1915)
Die Schlacht bei Soissons (französisch: La Bataille de Crouy) war Teil des Ersten Weltkrieges und fand vom 8. bis 14. Januar 1915 an der mittleren Westfront am Aisne-Abschnitt nördlich von Soissons statt. Die Auseinandersetzung diente von deutscher Seite als Ablenkungsangriff und Entlastung zu den gleichzeitig von den Franzosen gestarteten Angriffen in der Champagne und im Artois. Dabei gelang es Teilen der deutschen 1. Armee französische Angriffe abzuschlagen und die Lage nach einem Gegenangriff zu stabilisieren. Die neu erkämpfte Frontlinie konnte zudem näher an die Aisne herangeführt und begradigt werden.

## Vorgeschichte
Die deutsche 1. Armee unter Generaloberst von Kluck, (Chef des Generalstabes Generalmajor von Kuhl) hielt einen rund 70 Kilometer breiten Abschnitt beiderseits von Soissons dicht nördlich der Aisne, wo es den Franzosen in der Ersten Schlacht an der Aisne (Mitte September 1914) gelungen war, einen starken Brückenkopf nördlich des Flusses zu bilden. Infolge des Wettlaufes zum Meer verlor dieser der französischen Hauptstadt am nächsten liegende Abschnitt bei den kriegführenden Parteien mehrere Monate lang seine strategische Bedeutung.

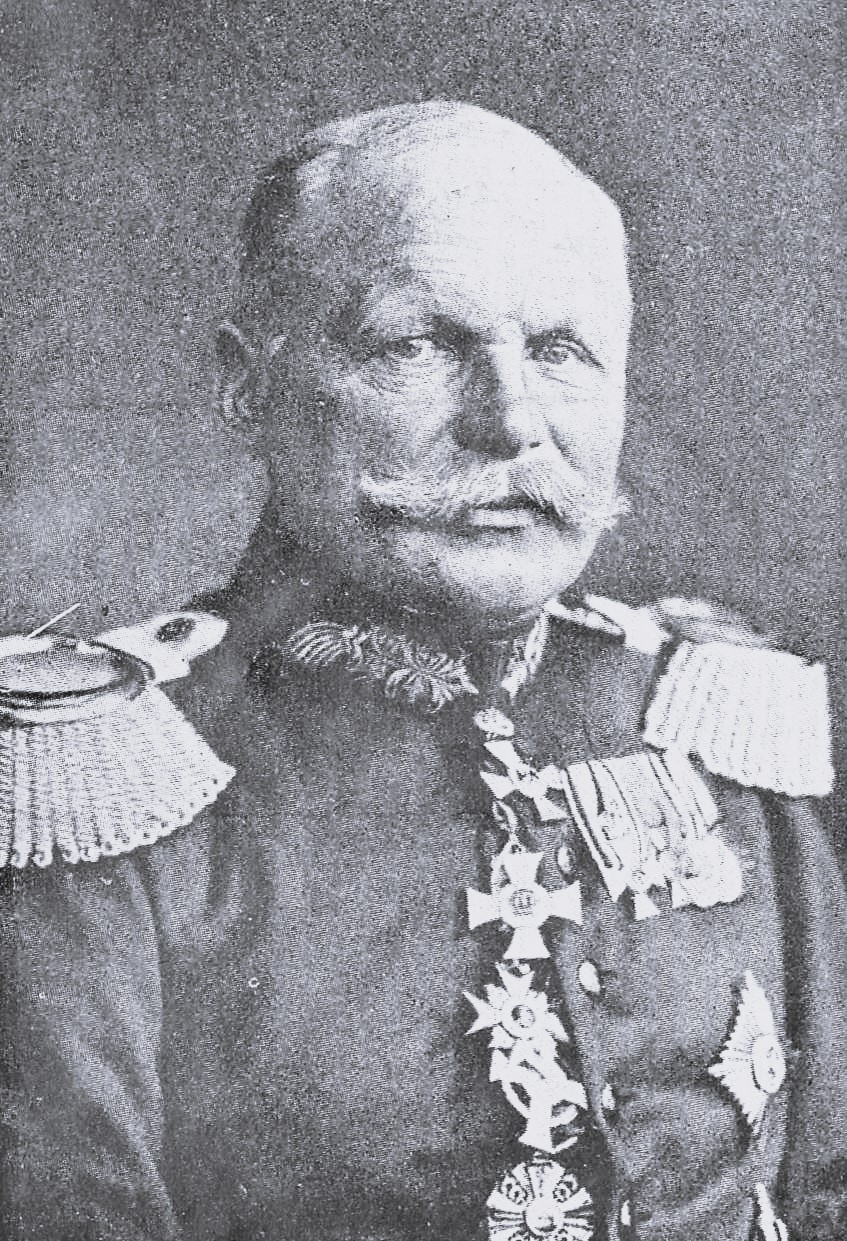
General der Infanterie Ewald von Lochow

Am 27. Dezember 1914 wurde dem Generalstabschef der 7. Armee, Generalleutnant von Hänisch im Großen Hauptquartier mitgeteilt, dass die Oberste Heeresleitung angesichts des am 14. Dezember erfolgten ersten französischen Angriffs in der Champagne im Bereich der mittleren Heeresgruppe (bei der 3. Armee) ein deutsches Angriffsunternehmen zur Fesselung gegnerischer Kräfte wünsche.
Der französische Oberbefehlshaber General Joffre wies in dem Tagesbefehl vom 17. Dezember seine Truppen darauf hin, „dass es sich jetzt darum handele, den Boden Frankreichs endgültig vom Gegner zu befreien; das Vaterland zähle mehr als je auf den Siegeswillen jedes Einzelnen“. Zusätzlich begannen am 17. Dezember im Artois neue Angriffe der französischen 10. Armee gegen die Lorettohöhe nördlich von Arras.
Das Armeeoberkommando 1 war infolge Verkürzung der Front in der Lage, eine Infanterie-Brigade als Reserve bereitzustellen. Mit ihrer Hilfe sollte der geplante Angriff Mitte Januar durchgeführt werden. Mit der Leitung des Angriffes wurde General der Infanterie von Lochow, der Kommandierende General des III. Armee-Korps, beauftragt. An der Angriffsplanung wirkte maßgeblich Hans von Seeckt als Stabschef des Korps mit.
Da weitere deutsche Verstärkungen an der Westfront nicht zu erwarten waren, mussten weit zielende Pläne zurückgestellt werden; im Bereich der 1. Armee konnte nur beim III. Armee-Korps ein örtlicher Vorstoß auf der Hochfläche von Vregny, nordöstlich Soissons, ins Auge gefasst werden. Das Ziel dieses Unternehmens war, den Gegner zwischen der Straße Terny–Soissons und Missy sur Aisne über die Aisne zurückzuwerfen.
Bald nach Beginn der Angriffsvorbereitungen musste jedoch die 1. Armee ihre freigemachte Reserve auf Befehl der Obersten Heeresleitung an die Armeeabteilung Gaede abgeben. Generaloberst von Kluck hielt trotzdem am Angriff fest. Nur schwache Verstärkungen konnten dem III. Armee-Korps bei Entblößung der restlichen Armeefront zugeführt werden; insgesamt standen 19½ Bataillone Infanterie, 32½ Feld- und schwere Batterien sowie Munition für einen Kampftag zur Verfügung.

### Beteiligte Streitkräfte
| Deutsches Reich | Frankreich |
| Teile der 1. Armee (von Kluck) III. Armee-Korps (von Lochow) | Teile der 6. Armee (Joseph Maunoury) 5. Gruppe Reservedivisionen (Henri Berthelot) |
| 5. Infanterie-Division (Wichura) 9. Infanterie-Brigade · Leib-Grenadier-Regiment Nr. 8 · Infanterie-Regiment Nr. 48 10. Infanterie-Brigade · Grenadier-Regiment Nr. 12 · Infanterie-Regiment Nr. 52 · Brandenburgisches Jäger-Bataillon Nr. 3 5. Feldartillerie-Brigade · Feldartillerie-Regiment Nr. 18 · Feldartillerie-Regiment Nr. 54 1. Kompanie/Pionier-Bataillon Nr. 3 7. Reserve-Division (IV. R.K.) 13. Reserve-Infanterie-Brigade 14. Reserve-Infanterie-Brigade | 55. Reserve-Division (Buisson d'Armandy) 110. Infanterie-Brigade · 231. Infanterieregiment (V. und VI. Bataillon) · 246. Infanterieregiment (V. und VI. Bataillon) · 276. Infanterieregiment (V. und VI. Bataillon) · 30. Artillerieregiment (Abteilung mit 3 Batterien) · 45. Artillerieregiment (Abteilung mit 3 Batterien) Marokkanische Brigade · 1. marokkanisches Jägerregiment (IV. und VI. Bataillon) · 2. marokkanisches Jägerregiment (I. und II. Bataillon) 56. Reserve-Division (Théodore de Dartein) 112. Brigade · 350. Infanterieregiment (V. und VI. Bataillon) · 361. Infanterieregiment (V. und VI. Bataillon) · 65. und 69. Jägerbataillon zu Fuß · 40. Artillerieregiment (Abteilung mit 3 Batterien) |

## Verlauf

### Französischer Angriff

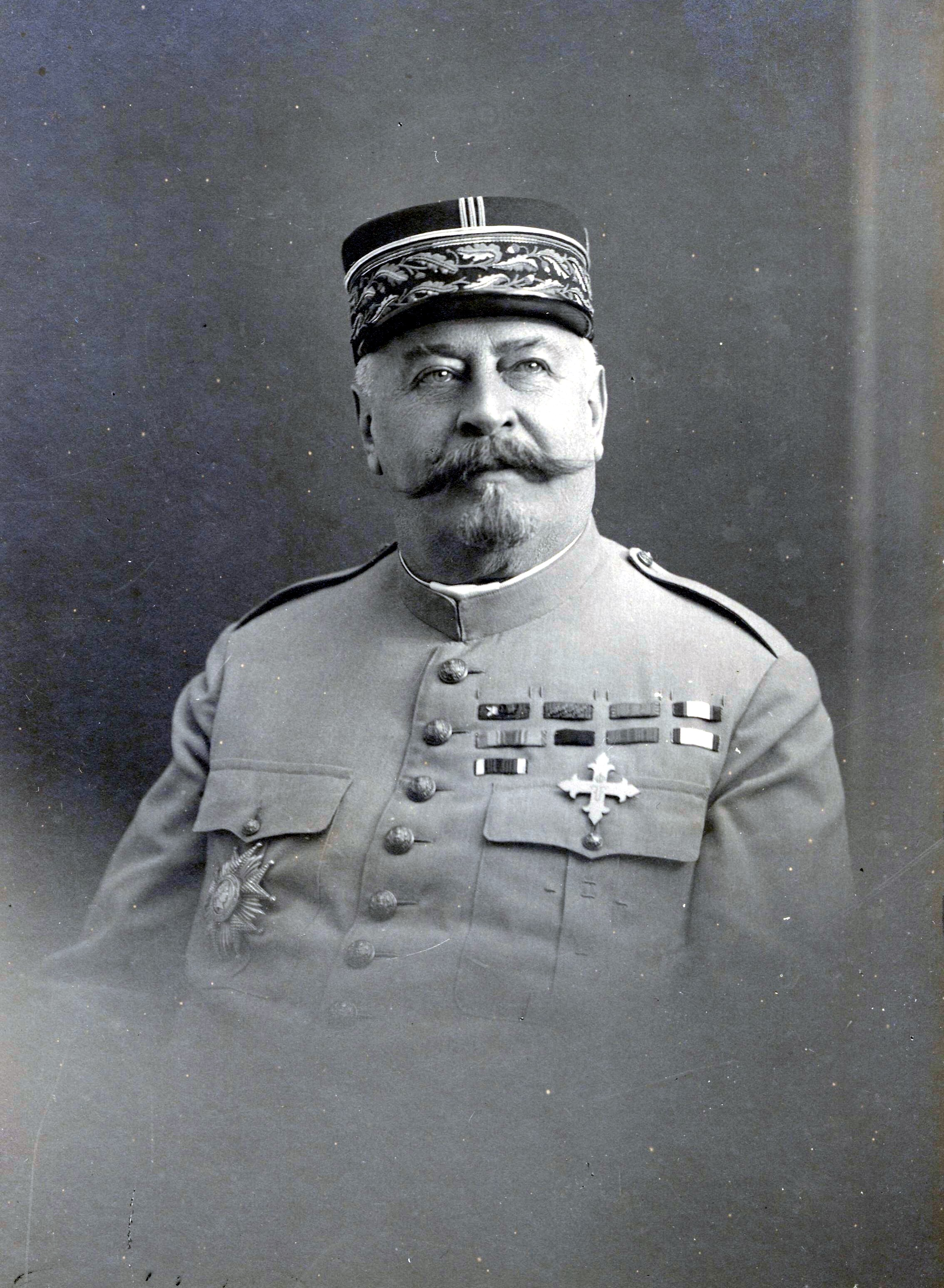
General Berthelot, Führer der 5. Gruppe französischer Reserve-Divisionen

Während der Angriffsvorbereitungen unternahmen am 8. Januar, 10:00 Uhr vormittags, die Franzosen, bestehend aus der 5. Gruppe Reserve-Divisionen (55. und 56. Reserve-Division sowie die gemischte Brigade Klein) einen Vorstoß gegen die Stellungen bei Clamecy nördlich Soissons. Trotz Gegenwehr wurden die hier im Abschnitt der 5. Infanterie-Division eingesetzten Brandenburger Truppenteile, und zwar das Leib-Grenadier-Regiment „König Friedrich Wilhelm III.“ (1. Brandenburgisches) Nr. 8 und das Brandenburgische Jäger-Bataillon Nr. 3 in mehrtägigen Kämpfen aus Teilen ihrer Gräben zurückgedrängt. Zu ihrer Ablösung mussten bereits Teile der zum Angriff bestimmten Truppen verwendet werden, darunter das beschleunigte Vorziehen der leichten Feldhaubitz-Abteilung, unter dem Kommando von Major Freiherr zu Putlitz, Kommandeur des Feldartillerie-Regiments „General-Feldzeugmeister“ (2. Brandenburgisches) Nr. 18
Am 11. Januar entschloss sich General von Lochow angesichts weiterer heftiger französischer Vorstöße südlich Clamecy, unter Zurückstellung des bisherigen Planes zunächst alle verfügbaren Kräfte auf dem bedrohten rechten Flügel zu einem Gegenangriff einzusetzen. Die verstärkte 5. Infanterie-Division unter Generalleutnant Wichura sollte dabei nicht nur die französischen Streitkräfte wieder zurückdrücken, sondern ihnen darüber hinaus auch die beherrschenden Höhen nördlich Soissons entreißen. Auch für dieses Unternehmen waren schon seit längerer Zeit Vorbereitungen im Gange, so dass nur geringfügige Neuerkundungen und Truppenverschiebungen nötig wurden.
Am 12. Januar, 11:00 Uhr vormittags, schritt ein zusammengesetztes Sturmregiment zum Angriff gegen den besetzten Höhenrücken östlich Crouy. Das Unternehmen gelang, die Franzosen waren, wie Gefangene später aussagten, völlig überrascht worden. Das feindliche Artilleriefeuer ließ sofort fühlbar nach. Eine Stunde später nahmen unter dem Befehl des Generalmajors Finck von Finckenstein (Kommandeur der 9. Infanterie-Brigade) zwei weitere zusammengesetzte Sturmregimenter und das Brandenburgische Jäger-Bataillon Nr. 3 nach stellenweise hartem Kampf die französischen Gräben nördlich und nordwestlich Crouy sowie den Nordrand dieses Dorfes. Die benachbarte 7. Reserve-Division (Generalleutnant Bogislav Friedrich von Schwerin) hatte sich auf ihrem linken Flügel mit einem Regiment dem Angriff angeschlossen und drang bis in die Höhe des Südrandes von Cuffies vor.

### Der deutsche Gegenangriff

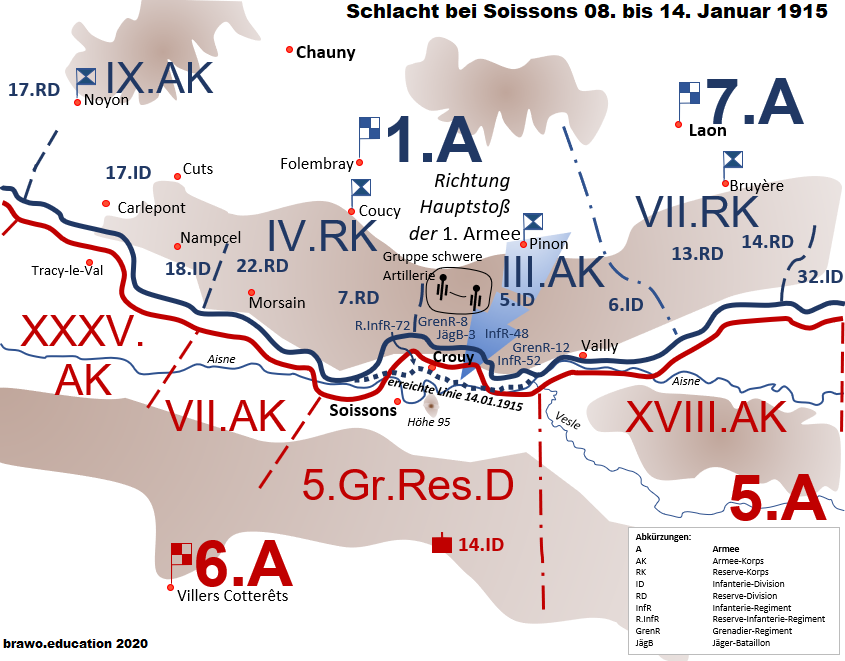
Schlacht bei Soissons 8. bis 14. Januar 1915

Nach diesem Erfolg fasste General von Lochow bereits am Nachmittag des 12. Januar den Entschluss, am folgenden Tage auch den ursprünglich vorbereiteten Angriffsplan westlich Vregny durchzuführen. Auf seinen dringenden Antrag war ihm die Munition für einen weiteren Kampftag von der Obersten Heeresleitung bewilligt worden. Der Angriff der 5. Division begann bei widrigem Regenwetter um die Mittagszeit. Unter Führung des Kommandeurs der 10. Infanterie-Brigade, Generalmajor Sontag, stürmten drei zusammengesetzte Regimenter, davon eines frontal, die beiden anderen doppelseitig umfassend die gegnerischen Stellungen bei Vregny. Wiederum waren die Franzosen überrascht worden, denn sie hatten ihre Reserven gegen die Angriffsstelle bei Crouy zusammengezogen. Am Abend hielten sich die französischen Truppen nur noch in den schluchtartig zur Aisne abfallenden, bewaldeten Mulden. Generalleutnant Wichura erwog sofortiges Durchstoßen bis zur Aisne, verwarf diesen Plan aber.
Am 13. Januar setzten heftige Gegenangriffe der Franzosen beiderseits der Straße Soissons–Terny ein, die durchweg scheiterten. Außer der 55. Reserve-Division und einer aus sechs Reserve-Jäger-Bataillonen und einem marokkanischen Jäger-Regiment zusammengesetzten Brigade waren bei Soissons auch Regimenter der französischen 14. Infanterie-Division (General Alexandre Faës) ins Gefecht getreten.
Das deutsche Armee-Oberkommando 1 musste am Abend des 13. Januar mit weiteren französischen Gegenstößen rechnen und zog die beiden letzten verfügbaren Bataillone vom IX. Armee-Korps und IX. Reserve-Korps mit Kraftwagen nach Terny nördlich Soissons zusammen. Ihr Einsatz erübrigte sich, weil die Franzosen in der Nacht vom 13. zum 14. Januar ihre Hauptkräfte über die durch das regnerische Wetter stark angeschwollene Aisne, welche die Kriegsbrücken bei Missy und Venizel fortgerissen hatte, zurücknahmen.
Am 14. Januar gelang es dem linken Flügel des IV. Reserve-Korps (General der Artillerie von Gronau) nach Kämpfen mit Nachhuten, sich in den Besitz von Vauxrot und der nördlichsten Ausläufer von Soissons zu setzen. Die General Lochow unterstellten Truppen erreichten im Anschluss daran die ungefähre Linie Crouy–Bucy le Long–Missy und schoben Vorposten bis zur Aisne vor. Damit war das Ziel des deutschen Angriffs erreicht.

## Folgen
Die deutschen Verluste betrugen rund 169 Offiziere und 5360 Mann, während etwa 5200 Gefangene gemacht sowie 35 Geschütze und 6 Maschinengewehre erbeutet wurden. Der französische General Joffre war über den Gesamtverlust von über 11.000 Soldaten derart ungehalten, dass er sämtliche an der Kampfhandlung beteiligten Divisionskommandeure ihrer Stellungen enthob. Der deutsche Erfolg bei Soissons war zurückzuführen auf das planmäßige Zusammenwirken aller Waffengattungen (Infanterie, Artillerie, Pioniere), beruhend auf einem dichten und intakten Kommunikationsnetz. Die aus diesem Angriff gewonnenen Erfahrungen blieben lange Zeit das Vorbild für einen räumlich begrenzten Angriff im Stellungskrieg.
Der Angriff wich von der unflexiblen Haltung der 2. OHL ab, der zufolge in erster Linie die erreichten Linien unter allen Umständen zu halten seien und die strategisch gebotene, kräftesparende Frontbegradigung in der Konsequenz nicht stattfand. Die Schlacht ist zudem insofern eine Ausnahme vom generellen Kriegsgeschehen des Jahres 1915, als sich die deutschen Armeen im Westen in der Regel der mit großem Nachdruck geführten Offensiven der Alliierten zu erwehren hatten.
Lochow erhielt für die erfolgreiche Operation den Orden Pour le Mérite, Generalleutnant Wichura den Komtur des Hausordens der Hohenzoller. Vor allem aber machte der damalige Oberst und Stabschef Hans von Seeckt mit diesem Erfolg auf sich aufmerksam.